# 戦国伝承2001
『戦国伝承2001』（せんごくでんしょう2001）は、2001年7月18日ノイズファクトリーが開発し、SNK（旧社、以下「旧エス・エヌ・ケイ」と記す）によりMVS（業務用ネオジオ）基板でリリースされたベルトスクロールアクションゲーム。海外版タイトルは『Sengoku3』。
戦国伝承シリーズ三作目で、約9年ぶりの新作となる。2001年7月18日年にアーケードで稼働開始。
2001年10月25日には家庭用ネオジオ（AES）に移植され、これが旧SNKが最後に発売したソフトとなった（5日後の10月30日に破産手続きに入り倒産）。
家庭用ネオジオ以外では長らく移植されていなかったが、アーケード版発売から実に約12年後となる2013年4月9日に、Wii用の最後のバーチャルコンソールタイトルとして家庭用ネオジオ版が配信された（ただし2019年1月31日をもって全てのWiiバーチャルコンソールの配信が終了したため、現在はダウンロードできない）。2018年3月29日にはアケアカNEOGEOの1タイトルとして、アーケード（MVS）版がPlayStation 4・Xbox One・Nintendo Switchで、同年11月30日にWindows 10で、2023年2月9日にiOS・Androidで配信開始。2025年8月7日にはNintendo Switch用パッケージソフト『アケアカNEOGEO セレクション Vol.6』に収録。

## 概要
『戦国伝承』シリーズの3作目だが、前2作とは大幅な変更がなされている。
主人公は「武将の末裔の超戦士」から忍者になり、「変身」システムは削除されて『ガイアクルセイダーズ』のように「ゲーム前半のボスキャラクターが、後半でプレイヤーキャラクターとして選択可能」というシステムが導入された。
また、補助アイテムも宝玉ではなく、通常の食品や武器に変更された。

## ゲーム内容

### 基本操作
レバー：8方向移動、Aボタン：武器攻撃、Bボタン：素手攻撃・アイテムを拾う、Cボタン：ジャンプ、Dボタン：投擲アイテム使用
今作では、武器攻撃ボタンと素手攻撃ボタンを組み合わせて繰り出すコンボが基本戦略となる。ダッシュ攻撃などで敵キャラクターを浮かせ、ジャンプ攻撃でA・Bボタンを交互に押すと連続技が叩き込め、効率良くダメージが与えられる。ただしボス敵は必ず空中ガードをするため、浮かせ技からのコンボは入らない仕様となっている。
投擲アイテム(最大10発までストック可)
十字手裏剣(車剣)：連射可能なアイテム。威力は弱め。弾数6。
苦無(静定剣)：車剣同様に連射可能なアイテム。敵を貫通。弾数6。
焙烙火矢(火勢剣)：射程距離は短いが、威力は投擲アイテムの中では最強。弾数3。
皿(乱定剣)：手裏剣と同様に連射可能なアイテム。威力は敵により異なる。弾数6。

### 忍術
各プレイヤーキャラクターはそれぞれ2種類（影連と金剛は投げ技タイプもあり、3種類）の忍術と、画面中の敵全てに一定ダメージを与える究極忍法を備えている。

## プレイヤーキャラクター

### 通常キャラクター
影連（Kagetsura）
本作の主人公。忍者の長として育てられた隻眼の青年。背中に背負った刀で戦う。
紅（Kurenai）
本作のヒロイン。影連の幼馴染にして許婚のくノ一（許嫁であることには納得していないらしい）。二刀流で戦う。後述する阿国の妹でもある。
金の隼（Falcon）
スペイン出身の忍者で、元は航海士。船が難破して日本に漂着したところをある忍者に助けられた後、命の恩人の忍者から厳しい指導を受け、忍者となった。剣術で戦う。
金剛（Kongoh）
巨漢の忍者。忍者の長に仕える家系に生まれた。常人ならば持ち上げることすら難しそうな鉄棒を軽々と振り回す腕力の持ち主。巨大な棍棒で戦う。

### 隠しキャラクター
彼らは前半ではステージボスとして登場するが、ゲーム後半で使用可能になる（3ステージ終了後にキャラクター選択画面となり、計6名のキャラクターから選び直す）。どちらもメインの4人より能力は高いが必殺技の癖がかなり強い（白鬼は必殺技が全てその場に固定、阿国は敵を巻き込む能力が低い）。
白鬼（Byakki）
銀髪で道士のような服装をした青年。外見とは裏腹に口調や態度は紳士的。圏（中国の輪状武器）と爪を合わせたような独自の武器を後ろ手に持つ。
実は影連の元兄弟子で、かつては影連と共に忍術の研鑽に励んでいた。しかし、一族で禁じられている「闇の忍術」を習得しようとしたことが発覚して追放された過去を持つ。その後各地を放浪し、独自の暗黒忍術を作り上げた。
阿国（Okuni）
奇抜なデザインの服を着て、扇子を持った、非常にグラマラスな女性。乳揺れのアクションが紅以上に目立つ。
実は紅の実姉で、白拍子の元締めでもあった。それまでには無い、全く新しい舞踏を作り出すという目標のために魔の領域に足を踏み入れたため、白鬼と同じように追放され、彼と行動を共にしていた。その妖しい舞は周囲の人間を魅惑し、死に至らしめる。

## 登場ステージ
全6ステージだが、序盤の3ステージは自由に選択可能。
- 中国（CHINA）

序盤のステージ。難易度はEASY（低い）。
- 伊太利（ITALY）

序盤のステージ。難易度はNORMAL（やや高い）。ステージボスは阿国。
- 日本（JAPAN）

序盤のステージ。難易度はHARD（高い）。ステージボスは白鬼。
- 伯剌西爾（BRAZIL）

ステージ4。ここが始まる前に隠しキャラクターを含めた6人から使用キャラクターを再び選択する。
- 亜米利加（USA）

ステージ5。
- 京都（KYOTO）

最終ステージ。ラストボスは邪神。